# Personaggi di Chrono Crusade

Chrono e Rosette nel 2º episodio

Questa è una lista degli episodi del manga e anime Chrono Crusade.

## Rosette Christopher
Rosette Christopher (クリストファ ロゼット?, Kurisutofa Rosetto) protagonista femminile di Chrono Crusade. Rosette è un esorcista dell'Ordine della Maddalena che va in missione per distruggere demoni e spiriti malvagi. Lavora con un demone di nome Chrono (o "Chrno") con il quale ha fatto un contratto quando era giovane, e porta un orologio intorno al collo che contiene la sua energia vitale. Quando lei lo apre, Chrono è in grado di aumentare i suoi poteri demoniaci in cambio di una diminuzione della durata della vita di Rosette. Questo è il risultato del contratto tra lei e Chrono.
Rosette è consapevole che la sua vita sarà breve ma tuttavia cerca di impegnarsi per tutto il tempo che le rimane, ed è convinta che non arriverà ai trent'anni. La sua motivazione principale è quella di salvare suo fratello Joshua, che è stato catturato da Aion. Tra Chrono e Rosette nasce un rapporto di amore reciproco e grazie ad esso riescono a confortarsi a vicenda e a superare le più difficili prove che il loro destino ha messo in servo per loro.
La voce originale è di Tomoko Kawakami, quella italiana di Emanuela Pacotto.

## Chrono/Chrno
Chrono (クロノ?, Kurono), chiamato anche Chrno, è il protagonista maschile di Chrono Crusade, nonché il personaggio che dà il titolo alla serie. Chrono è un demone che inizialmente era il braccio destro del potente Aion, ma lentamente è divenuto una persona comprensiva ed ha abbandonato il suo lato "malvagio". Demone estremamente potente, si è guadagnato una cattiva reputazione per aver ucciso molti suoi compagni demoni. Chrono ha perso le sue corna, rimanendo senza poteri (le corna sono la fonte del potere dei demoni) e con l'unica alternativa di cercare un contraente, una persona disposta a sacrificare la durata della sua vita per permettere al demone di rivelare la sua vera forma e poter usare i suoi poteri al massimo.
L'attuale contraente di Chrono è Rosette Christopher, la sua amica più importante che lui ha giurato di proteggere. Al contrario degli altri demoni, Chrono è comprensivo, amichevole, e non ha paura di rischiare la vita per i suoi amici. Per questo in non poche occasioni Chrono rischia la sua vita per salvare quella dei suoi amici e delle persone a lui care come Rosette che provando un profondo sentimento di amore riesce a superare le prove più difficili.
Il suo nome potrebbe essere ispirato all'omonima divinità greca del tempo, Crono.
La voce originale è di Akira Ishida, quella italiana di Massimo Di Benedetto.

## Joshua Christopher
Il fratello minore di Rosette. Lui e Rosette vivevano insieme in un orfanotrofio, e lui era spesso malato. Scoprì di avere strani poteri e di essere in grado di curare le ferite degli altri, ma non le proprie. L'uso dei suoi poteri l'ha ulteriormente indebolito. Volendo diventare forte abbastanza da non essere più un peso per sua sorella, è rimasto presto vittima dei piani di Aion. È doppiato in giapponese da Junko Minagawa e in italiano da Alessandro Rigotti (da ragazzo) e da Patrizia Mottola (da bambino).

## Azmaria Hendric
L'apostolo della carità e cantante di Vegas. Azmaria è una ragazza di 12 anni con il dono di curare le persone tramite la sua voce. Ha un sorprendente talento per il canto, e quando canta con il cuore, il suo potere viene fuori, appaiono le sue ali da angelo, e tutte le ferite guariscono. Ha avuto una vita problematica, rimanendo orfana più volte, ed è anche stata parte di un piccolo gruppo di musicisti. Era molto legata a loro, ma sono stati tutti uccisi, lasciandola con il senso di colpa e con la convinzione che chiunque la incontri non sarà mai felice. Quando incontra Rosette e Chrono, sviluppa una forte amicizia con loro e si unisce all'Ordine della Maddalena per aiutarli. È una ragazza gentile ed innocente, sempre disposta ad aiutare. È doppiata in giapponese da Saeko Chiba e in italiano da Daniela Fava.

## Aion
Un peccatore ed un demone. I suoi piani sono la causa di tutte le vicende che attanagliano i personaggi di Chrono Crusade. Chrono inizialmente era dalla sua parte, ma Aion aveva anche altri seguaci. Uno degli obiettivi principali dell'Ordine della Maddalena è quello di sconfiggerlo. Il suo nome potrebbe essere ispirato all'omonima divinità. È doppiato in giapponese da Kazuhiko Inoue e in italiano da Lorenzo Scattorin.

## Father Ewan Remington
Il ministro dell'Ordine di Maddalena. È anche agente sul campo e secondo in comando a Sorella Kate. Complessivamente è molto gentile e altruista, specialmente con Rosette, nei cui confronti tende ad esser molto protettivo. Il manga e l'anime differiscono molto sull'interpretazione di questo personaggio. È doppiato in giapponese da Shō Hayami e in italiano da Giorgio Bonino.

## Satella Harvenheit
Una strega invocatrice di gioielli e una cacciatrice di taglie che uccide i demoni, li odia poiché uno di loro uccise i suoi familiari e distrusse la sua casa, ed è venuta in America dalla Germania per cercare quello che rimane della sua famiglia. Rosette e Satella inizialmente non vanno molto d'accordo, soprattutto perché Rosette lavora con Chrono (un demone), ma poi in seguito diventano grandi amiche, e Satella scoprirà che il demone che le ha portato via la famiglia altri non è che Aion. Come invocatrice di gioielli, Satella ha l'abilità di invocare varie entità spirituali fatte di gioielli. È doppiata in giapponese da Michiko Neya e in italiano da Debora Magnaghi.

## Lilith/Pandemonium
Madre dei demoni e nucleo del loro mondo artificiale, Lilith è il nome che aveva da umana anni fa quando fu rapita dai demoni figli (almeno così sembra) della precedente incarnazione della madre, Pandemonium è il nome della regina immortale e nucleo che sceglie periodicamente un ospite (se sia un essere che si reincarni, il pianeta, il trono/nucleo, un titolo o altro è ignoto) nonché dello stesso "pianeta". Compare solo nel manga ma probabilmente è la madre anche dei demoni dell'anime.

## Sorella Kate Valentine
Capo del ramo newyorkese dell'Ordine di Maddalena. È una donna con una volontà di ferro, che spesso sembra essere fuori posto nella lotta contro i demoni. Comunque, è molto più che lo stereotipo della Madre Superiora. Sorella Kate è l'antagonista di Rosette nell'Ordine di Maddalena. Il loro antagonismo va così oltre che lei cerca persino di romperle la spina dorsale (in chiave umoristica) e Rosette le rivolge un appellativo molto offensivo quando la sua richiesta di cercare Joshua viene rifiutata. Gestisce l'Ordine e Rosette con il pugno di ferro, nonostante Rosette sia di per sé incontrollabile. È doppiata in giapponese da Yoshiko Sakakibara e in italiano da Stefania Patruno.